# اچ‌ام‌اس بنشی (۱۸۹۴)
اچ‌ام‌اس بنشی (۱۸۹۴) (به انگلیسی: HMS Banshee (1894)) یک کشتی بود که طول آن ۲۱۰ فوت (۶۴ متر) بود. این کشتی در سال ۱۸۹۴ ساخته شد.